# Ulstrup Sogn
Ulstrup Sogn er et sogn i Vesthimmerlands Provsti (Viborg Stift).
I 1800-tallet var Gundersted Sogn i Slet Herred anneks til Ulstrup Sogn i Års Herred. Begge herreder lå i Aalborg Amt. Ulstrup-Gundersted sognekommune blev senere delt i to selvstændige sognekommuner. Ved kommunalreformen i 1970 blev både Ulstrup og Gundersted indlemmet i Aars Kommune, der ved strukturreformen i 2007 indgik i Vesthimmerlands Kommune.
I Aars Sogn findes Aars Kirke.
I sognet findes følgende autoriserede stednavne:
- Bavnehuse (bebyggelse)
- Bavnehøj (bebyggelse)
- Grårup (bebyggelse, ejerlav)
- Helming Mark (bebyggelse)
- Hornum (bebyggelse)
- Hvorvarp (bebyggelse, ejerlav)
- Rishøj (bebyggelse)
- Sjørup Sø (vandareal)
- Søttrup (bebyggelse, ejerlav)
- Søttrup Plantage (areal)
- Ulstrup (bebyggelse, ejerlav)
- Øjesø Plantage (areal)